# Эйхман, Адольф
О́тто Адо́льф Э́йхман (нем. Otto Adolf Eichmann, 19 марта 1906, Золинген, Рейнская провинция, Пруссия, Германская империя — 1 июня 1962, Рамла, Израиль) — австрийский нацист, оберштурмбаннфюрер СС. С декабря 1939 года в должности начальника отдела IV D 4, затем IV B 4 («отдел Эйхмана» или «еврейский отдел») Главного управления имперской безопасности непосредственно отвечал за преследование, изгнание и депортацию евреев и тем самым за «окончательное решение еврейского вопроса», следствием чего стала гибель до 6 миллионов человек. За счёт этого приобрел всемирную известность как «архитектор Холокоста». После войны скрылся от правосудия в Аргентине. В мае 1960 года агенты израильской разведки «Моссад» похитили Эйхмана и вывезли в Израиль, где по приговору суда он был казнён.

## Биография
Отец — Адольф Карл Эйхман — был бухгалтером в «Электрической трамвайной компании» (Золинген), в 1913 году его перевели в «Электрическую трамвайную компанию» в город Линц на Дунае (Австрия), где он работал до 1924 коммерческим директором. Семья проживала в многоквартирном доме в центре города на Бишофштрассе, 3. Отец Эйхмана несколько десятков лет был общественным пресвитером евангелической церковной общины в Линце. Был дважды женат (второй раз в 1916 году).
Мать — Мария Эйхман, урождённая Шефферлинг (ум. в 1916 году).
Братья — Эмиль (род. 1908); Хельмут (род. 1909, погиб в Сталинграде); сестра — Ирмгард (род. 1910 или 1911); младший брат — Отто.
В 1935 году Адольф Эйхман женился на Веронике Либль (1909—1993), девушке из старой крестьянской семьи убеждённых католиков, в браке с которой стал отцом четырёх сыновей:
- Клаус Эйхман (1936, Берлин — 2015, Германия)[5].
- Хорст Адольф «Адольфо» Эйхман (1940, Вена — 2015, Аргентина)[5].
- Дитер Хельмут Эйхман (род. 1942, Прага).
- Рикардо Франсиско Либль (позднее Эйхман) (род. 1955, Буэнос-Айрес), немецкий археолог.

Младший сын осудил отца и отрёкся от него, трое старших были убеждёнными нацистами и считали, что их отец невиновен. Согласно информации Daily Mail, Хорст и Клаус после казни отца создали террористическую ячейку, чтобы нападать на синагоги и принадлежащие евреям предприятия. В 1962 году Хорст был приговорён к двум годам тюремного заключения за хранение предметов нацистской пропаганды и огнестрельного оружия.

### Ранние годы
С детства Адольф Эйхман состоял в Обществе христианской молодёжи, затем из-за недовольства его руководством перешёл в группу «Гриф» общества «Юные туристы», которое входило в Молодёжный союз. В этой группе Эйхман состоял и когда ему уже исполнилось 18 лет. За маленький рост, тёмные волосы и «характерный» нос друзья называли его «маленький еврей».
До 4-го класса он посещал начальную школу в Линце (1913—1917). В эту же школу раньше ходил Адольф Гитлер. Затем Эйхман поступил в реальное училище (Государственное реальное училище имени кайзера Франца-Иосифа, после революции — Федеральное реальное училище), где учился тоже до 4-го класса (1917—1921). В 15 лет после окончания училища поступил в государственное Высшее федеральное училище электротехники, машиностроения и строительства (Линц), проучился в нём четыре семестра.
К этому времени отец Эйхмана досрочно вышел на пенсию, потому что открыл собственное дело. Сначала он основал в Зальцбурге горнопромышленную компанию, в которой у него был 51 процент акций (шахта была между Зальцбургом и границей, производство заглохло в самом начале). Также в Зальцбурге он стал совладельцем машиностроительной компании, которая делала локомобили. Ещё он вошёл в долю предприятия по строительству мельниц на реке Инн, в Верхней Австрии. Из-за экономического кризиса в Австрии он потерял вложенные деньги, закрыл горнопромышленную компанию, но ещё много лет платил в казну горную ренту.
Эйхман был не самым прилежным учеником, отец забрал его из училища и отправил работать на собственную шахту, где собирались добывать смолу из горючих сланцев, сланцевое масло для медицинских целей. В производстве было занято около десяти человек. На шахте он проработал около трёх месяцев. Затем его определили учеником в «Верхнеавстрийскую электрическую компанию», где он два с половиной года изучал электротехнику.
В 1927 году друг Эйхмана, Фридрих фон Шмидт, который имел связи в военной среде, привел его в «Молодёжный союз фронтовиков» (молодёжное отделение Германско-австрийского объединения фронтовиков). Большинство членов союза были настроены монархически.
В 1928 году родители помогли 22-летнему Эйхману устроиться в компанию «Вакуум ойл» коммивояжером. В его обязанности входило обслуживание большого района в Верхней Австрии. В основном он занимался установкой бензонасосов в своём районе и обеспечивал поставки керосина, потому что эти места были слабо электрифицированы.

### Карьера в СС
К 1931 году в Австрии нарастали националистические настроения, проходили собрания НСДАП, а СС вербовали себе людей в Линце из объединения фронтовиков, так как членам объединения разрешалось заниматься стрелковой подготовкой.
В апреле 1932 года по рекомендации Кальтенбруннера Эйхман вступил в австрийскую НСДАП (членский номер — 889895) и в СС (номер в СС — 45326). В 1933 году компания «Вакуум ойл» перевела Эйхмана в Зальцбург. Каждую пятницу он возвращался в Линц и там нёс службу в СС.
19 июня 1933 года канцлер Австрии Энгельберт Дольфус запретил деятельность национал-социалистической рабочей партии в Австрии. Вскоре Эйхмана уволили из «Вакуум ойл» из-за принадлежности к СС, после чего он переехал в Баварию и пришел с рекомендательным письмом от Кальтенбруннера к высланному гауляйтеру Верхней Австрии Андреасу Боллеку. Боллек предложил вступить в «Австрийский легион», расположенный в Клостерлехфельде. Эйхман попал в штурмовой отряд, где обучался, в основном, уличному бою.
Затем его перевели в Пассау помощником к начальнику штаба связи рейхсфюрера СС штурмбаннфюреру Карлу фон Пихлю, где Эйхман писал письма и отчёты в Мюнхен в управление Гиммлера. К этому времени он получил звание унтершарфюрера (унтер-офицера). В 1934 году штаб упразднили, Эйхмана перевели в батальон полка «Германия» в Дахау, где он служил до сентября 1934 года.
Узнав о наборе в службу безопасности рейхсфюрера СС Гиммлера, он подал заявление и получил назначение в Берлин, однако ему предстояло заниматься не охраной Гиммлера, как он представлял, а рутинной канцелярской работой в отделе II 111 по систематизации картотеки масонов.
В июне 1935 года унтерштурмфюрер СС Леопольд фон Мильденштайн, который в то время занимал должность «референта по еврейским делам» при Гейдрихе, предложил ему перейти в только что организованный отдел II 112 (евреи) в Главном управлении СД и поручил составить справку по книге Теодора Герцля «Еврейское государство», которая затем использовалась в СС как служебный циркуляр для внутреннего пользования. В тесном взаимодействии с гестапо он занимался прежде всего принудительной эмиграцией евреев из Германии. В 1936 году получил звание обершарфюрера СС (соответствует фельдфебелю — старшей категории унтер-офицеров вермахта), а в 1937 году — гауптшарфюрера СС (оберфельдфебеля).
В 1937 году начальником отдела стал обершарфюрер СС Герберт Хаген. С 26 сентября по 2 октября 1937 года Эйхман сопровождал его в Палестину для знакомства с «еврейской колонизаторской работой» по приглашению представителя военной еврейской организации «Хагана» Фейфеля Полкеса. Однако поездка обернулась неудачей из-за отказа английского генерального консульства в Каире выдать им разрешение на въезд в подмандатную Палестину. В результате 10 и 11 октября Полкес встретился с Хагеном и Эйхманом в Каире и поделился с ними информацией о готовящихся покушениях на жизнь ведущих национал-социалистических политиков, чтобы в свою очередь обсудить возможности эмиграции немецких евреев в Палестину.
30 января 1938 года Эйхману было присвоено звание унтерштурмфюрера СС (лейтенанта).
После аншлюса Австрии в 1938 году его перевели в отделение СД в Вене. Вместе со своим заместителем Алоизом Бруннером он организовал Центральное бюро еврейской эмиграции в Вене. Это бюро занималось выдворением еврейского населения из Австрии. По приказу Эйхмана представитель еврейской общины Вены доктор Йозеф Лёвенгерц составил план эмиграции. За 18 месяцев были изгнаны 150 000 евреев.
В апреле 1939 года после образования протектората Богемии и Моравии Эйхман получил назначение в Прагу, где через два месяца по венской модели организовал бюро депортации евреев.
В начале октября 1939 года был отозван в Берлин в созданное 27 сентября 1939 года Главное управление имперской безопасности (РСХА) и в декабре того же года назначен начальником отдела IV D 4 (вопросы выселения и центральное бюро еврейской эмиграции).
В июле 1941 года отдел Эйхмана в ходе реорганизации РСХА и в силу введения эмиграционного запрета для евреев был переименован в отдел IV B 4 (вопросы евреев и выселения). В качестве начальника отдела он отвечал за организацию депортации евреев из Германии и оккупированных стран Европы. Он руководил координацией всего транспорта, следил за соблюдением расписания поездов и наполняемостью вагонов, в которых люди отправлялись в гетто и концентрационные лагеря. Тем самым он был ответственен за экспроприацию, депортацию и убийство почти шести миллионов евреев.
В ходе своих инспекционных поездок Эйхман проверял эффективность депортации и уничтожения. Осенью 1941 года он присутствовал при массовом расстреле в Минске, позднее посетил лагерь смерти Белжец, в январе 1942 года — лагерь смерти Хелмно, а весной 1942 года — Освенцим.

### Протоколист Ванзейской конференции
Для Ванзейской конференции 20 января 1942 года, на которой были обсуждены действия и меры по уже принятому «окончательному решению еврейского вопроса» Эйхман подготовил тезисы выступления Гейдриха и как самый младший по статусу вёл протокол. На пятнадцати страницах он зафиксировал круг участников, ход дискуссии и принятые решения относительно убийства около одиннадцати миллионов человек.
После того как Гейдрих и начальник гестапо Мюллер внесли в черновик свои коррективы, Эйхман послал секретный документ пятнадцати участникам конференции и ещё пятнадцати не названным поименно адресатам, которых РСХА намеревалось привлечь к участию в очередной конференции. Из этих тридцати экземпляров после войны был обнаружен только один экземпляр, который был адресован Мартину Лютеру, заведующему германским отделом в министерстве иностранных дел и ответственным за «политику в отношении евреев». Протокол сохранился только потому, что Лютер не смог его уничтожить, так как в 1943 году после неудачной попытки сместить Риббентропа был заключён в концлагерь. В результате участившихся воздушных налетов документы министерства иностранных дел были вывезены из Берлина. Отданное в конце 1944 года распоряжение уничтожить все секретные бумаги выполнялось спустя рукава. Таким образом протокол попал в руки к американцам. После окончания процессов в Нюрнберге протоколом почти никто не интересовался. В 1952 году он был опубликован Союзом жертв нацистского режима. Спустя два десятилетия его опубликовал и политический архив министерства иностранных дел.
После оккупации Венгрии весной 1944 года Эйхман отвечал за депортацию венгерских евреев в лагеря смерти. В то же время по поручению Гиммлера вёл в Будапеште переговоры с членом комитета помощи евреям Йоэлем Брандом о выкупе некоторых заключённых. В августе 1944 представил Гиммлеру доклад, в котором отчитался об уничтожении 4 млн евреев.

### После войны

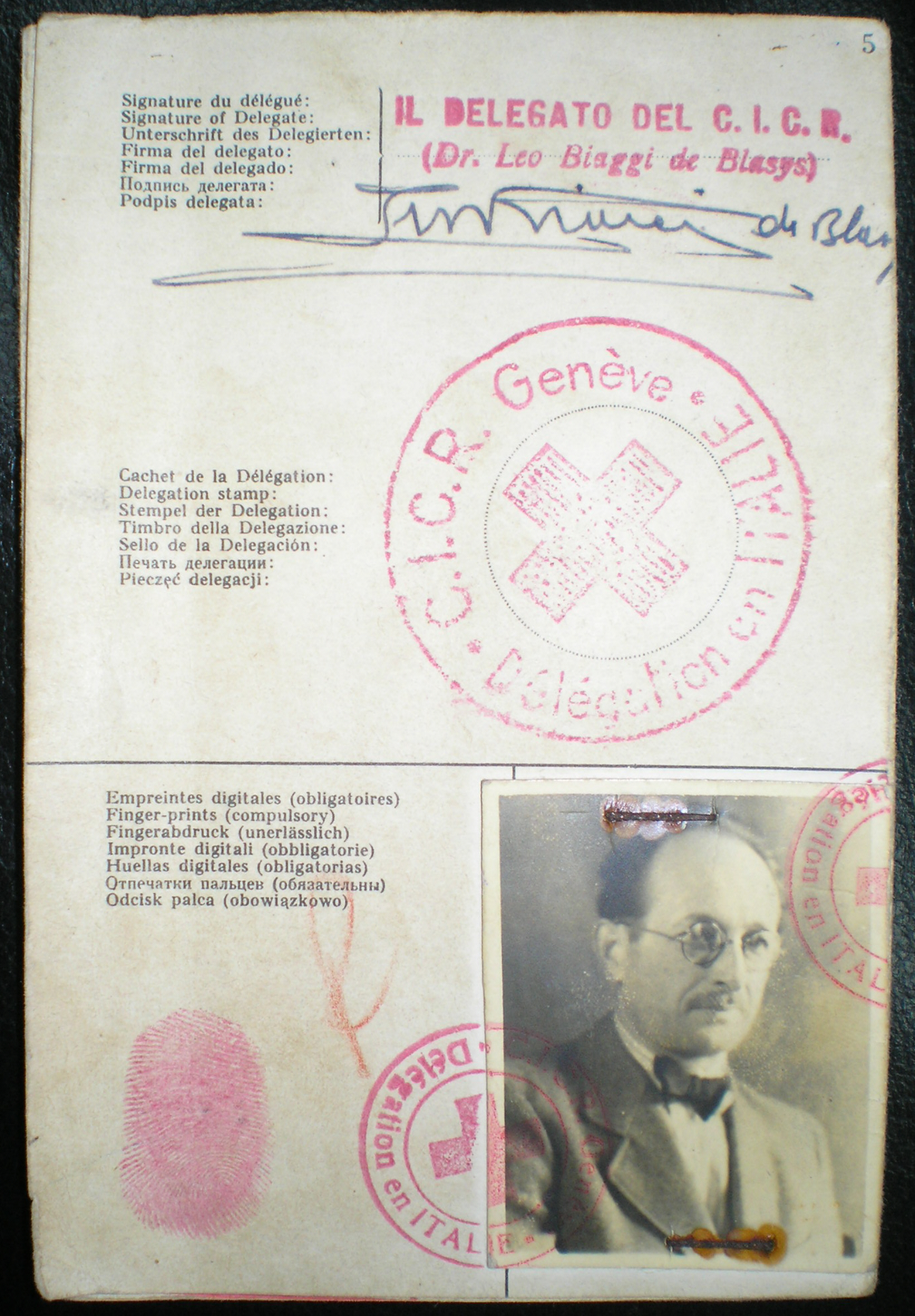
Удостоверение Красного креста Эйхмана, выданное на имя Рикардо Клемента. 14 июля 1950 г.

Весной 1945 года в Альтаусзе Эйхман расстался с женой и последними сотрудниками. Под именем Адольф Барт в чине оберефрейтора люфтваффе он попал в плен к американцам. Так как из-за наличия татуировки он не смог скрыть своей принадлежности к СС, представился унтерштурмфюрером СС Отто Экманом и был направлен в лагерь военнопленных в Обердахштеттене. В январе 1946 года бывший эсэсовец Ханс Фрайеслебен дал ему рекомендательное письмо, с помощью которого он мог бы спрятаться в Люнебургской пустоши. В феврале он бежал из лагеря и благодаря старым связям добрался до своего прибежища. При этом ему удалось раздобыть новые документы на имя купца Отто Хенингера из Прина-ам-Кимзе. Под этим именем он устроился в Коленбахе на работу лесорубом. После того как в 1948 году фирма закрылась, он снял в Альтензальцкоте комнату за 10 марок в месяц, купил около сотни кур и жил за счет продажи яиц и курятины. С помощью священника Йохана Коррадини из Випитено он смог перебраться в Южный Тироль, где его приютили в францисканском монастыре в Больцано. В 1950 году с помощью немецко-католического окружения австрийского епископа Алоиза Худаля в Ватикане, воспользовавшись так называемой «крысиной тропой», эмигрировал в Аргентину. При этом Эйхман выдал себя за Рикардо Клемента. Это имя значится в паспорте беженца, оформленном Международным комитетом Красного Креста в Женеве. В 1952 году в Аргентину приехала его жена с детьми. Семья жила достаточно скромно. Эйхман устроился электриком на заводе легковых машин Daimler-Benz в городе Гонсалес-Катан. С лета 1953 года семья жила в предместье Буэнос-Айреса.
Из рассекреченных в 2006 году документов Центрального разведывательного управления США следует, что западногерманская разведслужба БНД, ЦРУ и, вероятно, западногерманское правительство с 19 марта 1958 года знали о местонахождении Эйхмана и фамилию, под которой он скрывался. Однако было решено скрыть эту информацию из опасения, что могут всплыть подробности о нацистском прошлом Ганса Глобке, занимавшего тогда пост главы секретариата федерального канцлера Конрада Аденауэра. В 2011 году были рассекречены документы БНД, согласно которым уже в 1952 году Организации Гелена, предтече БНД, было известно, где и под какой фамилией скрывался Эйхман.

### Похищение Эйхмана
В 1957 году генеральный прокурор земли Гессен Фриц Бауэр получил из Буэнос-Айреса письмо от немецкого еврея и бывшего узника концлагеря Лотара Германа. Несмотря на слепоту, Герман интересовался событиями, связанными с поисками бывших нацистов, и был в курсе, что Эйхман скрылся и находится в розыске. Поэтому когда он услышал, что его дочь познакомилась с молодым человеком по имени Николас Эйхман, который хвастался заслугами своего отца перед Третьим рейхом, Герман, сопоставив эту информацию с тем, что ему было известно, понял, что речь идёт о сыне Адольфа Эйхмана, и сообщил Бауэру о своих подозрениях.
Фриц Бауэр проинформировал израильские власти. Однако правительство Бен-Гуриона не было заинтересовано в преследовании нацистских преступников, так как не хотело тем самым испортить отношения с правительством Аденауэра. Посланный в Аргентину агент «Моссада», осмотрев квартиру Эйхмана, пришёл к выводу, что такой важный нацист не мог бы жить в таких бедных условиях. Тогда Лотар Герман мобилизовал немецко-еврейскую общественность в Буэнос-Айресе и в марте 1960 года написал письмо израильским властям: «Кажется, вы не заинтересованы в поимке Эйхмана».
Операцию по поимке Эйхмана возглавил директор «Моссада» Иссер Харель. Руководителем оперативной группы был назначен Рафи Эйтан. Все участники операции были добровольцами. Большинство из них либо сами пострадали от нацистов во время войны, либо имели погибших родственников. Все они были строжайшим образом предупреждены, что Эйхмана нужно доставить в Израиль живым и невредимым. Полный список участников поимки Эйхмана был засекречен в Израиле до января 2007 года.
11 мая 1960 года прямо на улице Эйхман был схвачен группой израильских агентов. Непосредственное задержание Эйхмана осуществил Питер Малкин, известный впоследствии как «агент семь сорок» и «человек, который поймал Эйхмана». 20 мая врач-анестезиолог Йона Элиан сделал Эйхману укол транквилизатора, после чего тот был вывезен в Израиль в качестве заболевшего члена экипажа на самолёте авиакомпании El Al, который прилетел в Буэнос-Айрес на празднование 150-летия независимости Аргентины.
Впоследствии сын Эйхмана Николас рассказал в интервью журналу «Quick»:

Два дня мы напрасно искали его в полиции, в больницах и моргах. Тогда стало ясно, что его похитили. Группа патриотической немецкой молодёжи вызвалась помогать нам. Бывали дни, когда до трёхсот человек на велосипедах прочёсывали город. Другой приятель отца, тоже бывший эсэсовец, организовал слежку в портах и аэропорту. Не было ни одного причала, перекрестка на магистралях, железнодорожной станции, где бы ни дежурил кто-то из наших. Вожак молодёжной группы предложил: «Давайте похитим посла Израиля и будем мучить его до тех пор, пока ваш отец не вернётся домой». Кто-то предложил взорвать израильское посольство. Но эти планы мы отвергли…

### Судебный процесс

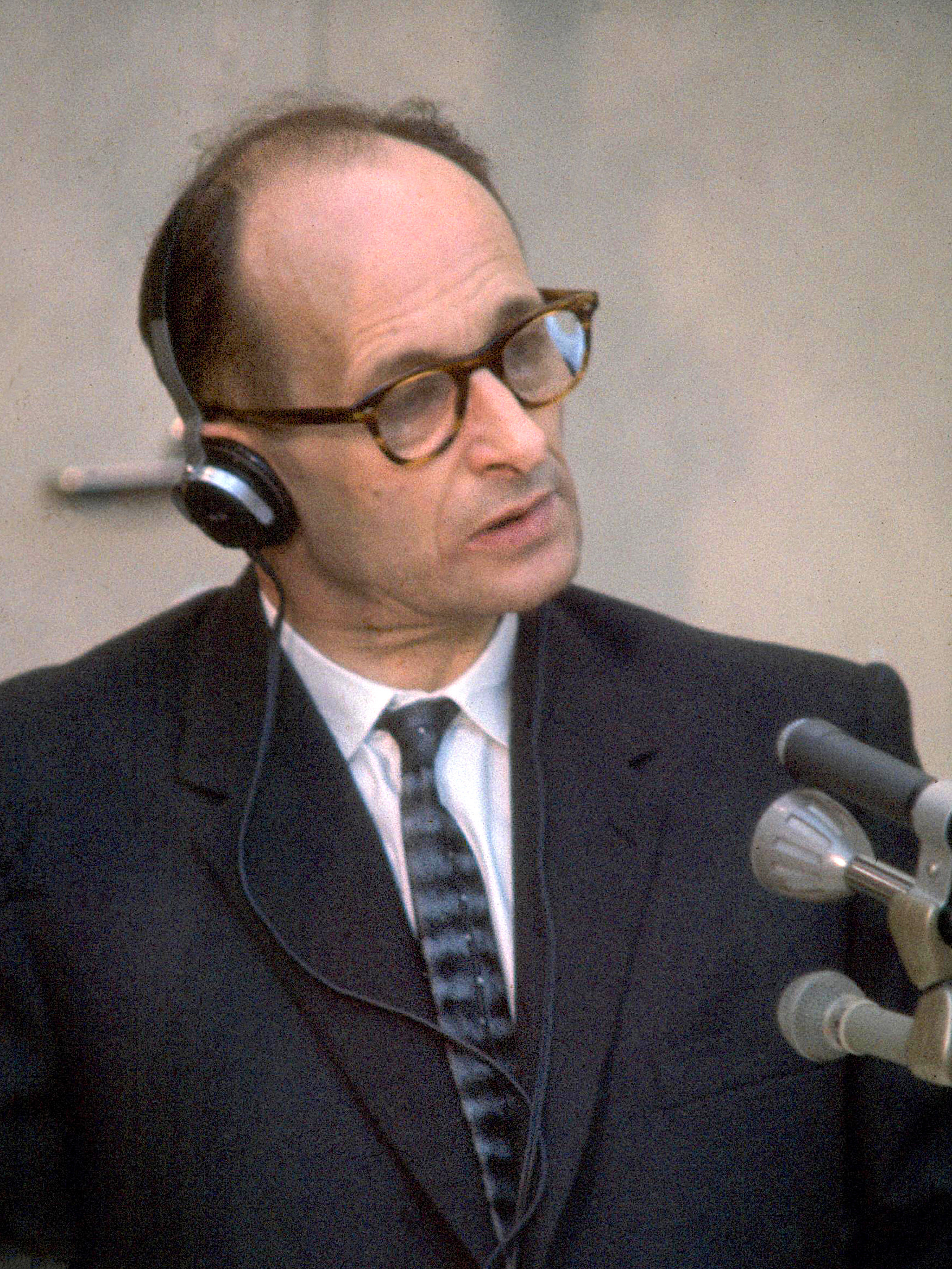
Эйхман на судебном процессе в Иерусалиме. 5 апреля 1961 г.

22 мая 1960 года на заседании Кнессета премьер-министр Израиля Давид Бен-Гурион заявил, что Адольф Эйхман находится в Израиле и в скором времени предстанет перед судом. Расследованием деятельности Эйхмана занимался специально созданный отдел полиции — «Учреждение 006» в составе 8 офицеров, отлично владевших немецким языком.
После окончания следствия юридический советник правительства Гидеон Хаузнер подписал обвинительное заключение, состоявшее из 15 пунктов. Эйхман обвинялся в преступлениях против человечества, преступлениях против еврейского народа, принадлежности к преступным организациям (СС и СД, гестапо). Преступления против еврейского народа включали в себя все виды преследований, в том числе арест миллионов евреев, концентрация их в определённых местах, отправка в лагеря смерти, убийства и конфискация собственности. В обвинительном заключении речь шла не только о преступлении против еврейского народа, но и о преступлениях против представителей других народов: высылка миллионов поляков, арест и отправка в лагеря смерти десятков тысяч цыган, отправка 100 детей из чешской деревни Лидице в гетто Лодзи и уничтожение их в отместку за убийство чешскими подпольщиками Рейнхарда Гейдриха.
11 апреля 1961 года начался судебный процесс, в ходе которого выступило множество свидетелей, переживших Холокост.
Правительство ФРГ опасалось, что в ходе процесса против Эйхмана будет предана гласности деятельность некоторых высокопоставленных чиновников во времена нацистской Германии и таким образом подорвана репутация молодой Федеративной республики. 29 июня 1961 года доверенное лицо канцлера Аденауэра Рольф Фогель и журналист газеты «Бильд» Франк Линдер похитили из номера отеля «Царь Давид», в котором жил адвокат из ГДР Фридрих Карл Кауль, документы с именами целого ряда западногерманских политиков. Таким образом Фогель должен был прежде всего помешать ГДР использовать этот процесс в пропагандистских целях.
15 декабря 1961 года Эйхману зачитали смертный приговор, признав его военным преступником, виновным в злодеяниях против еврейского народа и против человечности.

### Казнь

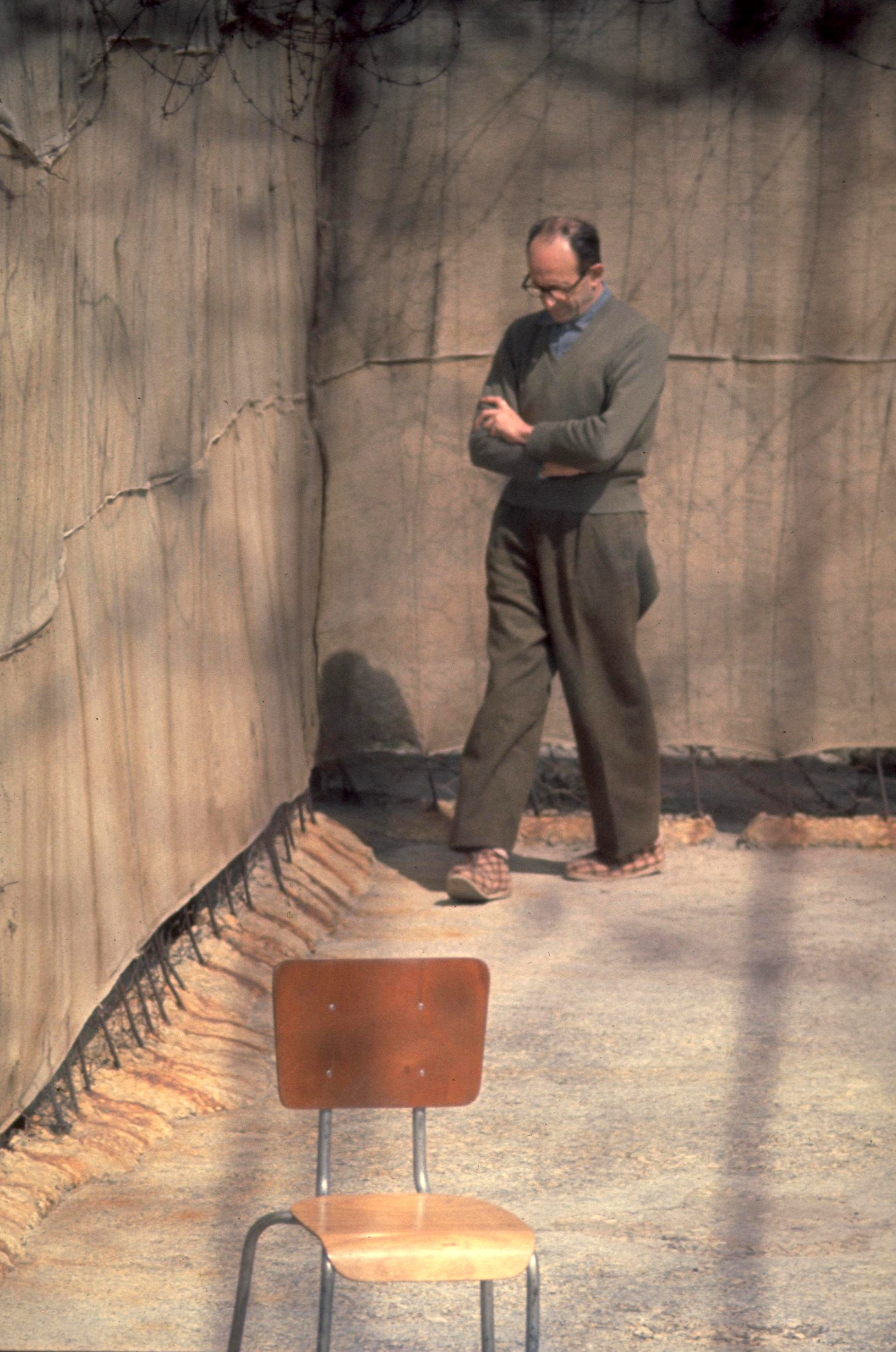
Эйхман в тюрьме в Рамле. 21 апреля 1961 г.

Президент Израиля Ицхак Бен-Цви отклонил прошение о помиловании. Эйхман был повешен в ночь с 31 мая на 1 июня 1962 года в тюрьме города Рамла; это второй и последний случай смертной казни в Израиле по приговору суда. Отказавшись от капюшона, Эйхман сказал присутствующим:

Да здравствует Германия, да здравствует Аргентина, да здравствует Австрия! С этими тремя странами связана вся моя жизнь, и я никогда не забуду их. Я приветствую свою жену, семью и друзей. Я готов. Мы скоро увидимся, такова человеческая судьба. Я умираю с верой в Бога.
Приговор привёл в исполнение Шалом Нагар, старший надзиратель тюрьмы. Рафи Эйтан, сопровождавший Эйхмана к месту казни, в 2014 году утверждал, что перед смертью тот успел пробормотать: «Я надеюсь, что вы все за мной последуете».
После повешения тело Эйхмана было кремировано, а прах развеян в нейтральных водах Средиземного моря.

## «Банальность зла» Ханны Арендт
В качестве корреспондента журнала The New Yorker философ Ханна Арендт освещала процесс «над архитектором Холокоста». Её аналитические репортажи из зала суда легли в основу книги, в названии которой содержится широко цитируемое выражение — «Банальность зла. Эйхман в Иерусалиме». Арендт пришла к выводу, что в условиях «морального коллапса целой нации» виновниками и участниками массовых убийств оказываются не только «сверхзлодеи», но и самые обыкновенные, заурядные люди. Эйхман не был основным идеологом Холокоста. Он был недалёким, исполнительным и зацикленным на своей карьере винтиком тоталитарной машины. По оценке Арендт, Эйхман не был ни демоном, ни злодеем. Он был абсолютно заурядным, обычным человеком, а его действия, обернувшиеся гибелью миллионов людей, стали следствием желания хорошо сделать свою работу. Тот факт, что эта работа заключалась в организации массовых убийств, имел для него второстепенное значение.

## Киновоплощения
Похищение и судебный процесс над «архитектором Холокоста» привлекли внимание журналистов, драматургов и писателей со всего мира.
В 1968 году актёр и сценарист Роберт Шоу, опираясь на историю Эйхмана, написал роман и поставил по нему на Бродвее спектакль «Человек в стеклянной будке». В 1975 году на основе романа и спектакля режиссёр Артур Хиллер снял художественный фильм «Человек в стеклянной будке» с Максимилианом Шеллом в главной роли.
В 1984 году Эйхман стал одним из ключевых персонажей немецкого телефильма-реконструкции «Ванзейская конференция».
В 2001 году в США был снят телефильм «Заговор», в котором роль Эйхмана исполнил Стэнли Туччи.
В 2007 году Томас Кречман исполнил заглавную роль в англо-венгерском биографическом фильме «Эйхман», основанном на документах процесса.
В 2010 году в Германии был снят телефильм «Конец Эйхмана» с Гербертом Кнаупом в заглавной роли.
В 2012 году вышел художественный фильм «Ханна Арендт», в котором использованы киносъемки, выполненные во время суда над Эйхманом.
В 2018 году вышел американо-аргентинский фильм «Операция „Финал“» о поимке Эйхмана, роль которого исполнил Бен Кингсли.
В 2019 году в телесериале «Человек в высоком замке», снятом по мотивам романа Ф. Дика, в роли оберстгруппенфюрера СС Эйхмана в альтернативной реальности 1964 года выступил Тимоти В. Мерфи.

## Дневники Эйхмана
В тюрьме Эйхман вёл дневники, которые по решению правительства Израиля были закрыты для ознакомления и использования. В 1999 году сын Эйхмана подал прошение в Верховный суд Израиля о разрешении публикации дневников. 29 февраля 2000 года по распоряжению правительства Израиля дневники Эйхмана были опубликованы.
Информация из них впервые была публично оглашена в марте 2000 года на судебном процессе Дэвида Ирвинга против Деборы Липштадт в британском суде в качестве подтверждения фактов истории Холокоста.